# Guerra psicològica
La guerra psicològica (PSYWAR), o els aspectes bàsics de les operacions psicològiques modernes (PSYOP), es coneix per molts altres noms o termes, incloent-hi MISO, Psy Ops, guerra política, «Cors i ments» i propaganda. El terme s'usa «per denotar qualsevol acció que es practica principalment per mètodes psicològics amb l'objectiu d'evocar una reacció psicològica planificada en altres persones». S'usen diverses tècniques, i estan destinades a influir en el sistema de valors, el sistema de creences, les emocions, els motius, el sistema de valors del públic objectiu, el raonament o la conducta. S'usa per induir confessions o reforçar actituds i conductes favorables als objectius de l'originador, i de vegades es combinen amb operacions negres o tàctiques de bandera falsa. També s'usa per destruir la moral dels enemics mitjançant tàctiques que pretenen deprimir els estats psicològics de les tropes. Els objectius poden ser governs, corporacions, grups i individus, i no es limita als soldats. Els civils de territoris estrangers també poden ser atacats per la tecnologia i els mitjans de comunicació a fi de causar un efecte en el govern del seu país.
A l'obra Propagandes, (edició original en francès: 1962), Jacques Ellul analitza la guerra psicològica com una pràctica comuna de la política de pau entre les nacions com una forma d'agressió indirecta. Aquest tipus de propaganda exhaureix l'opinió pública d'un règim oposat en treure-li el seu poder a l'opinió pública. Aquesta forma d'agressió és difícil de defensar perquè cap tribunal internacional de justícia és capaç de protegir contra l'agressió psicològica, ja que no pot ser legalment adjudicada. «Aquí els propagandistes estan [sic] lluitant amb un adversari estranger la moral del qual cerca destruir per medis psicològics perquè l'oponent comenci a dubtar de la validesa de les seves creences i accions».

## Història

### Primers temps

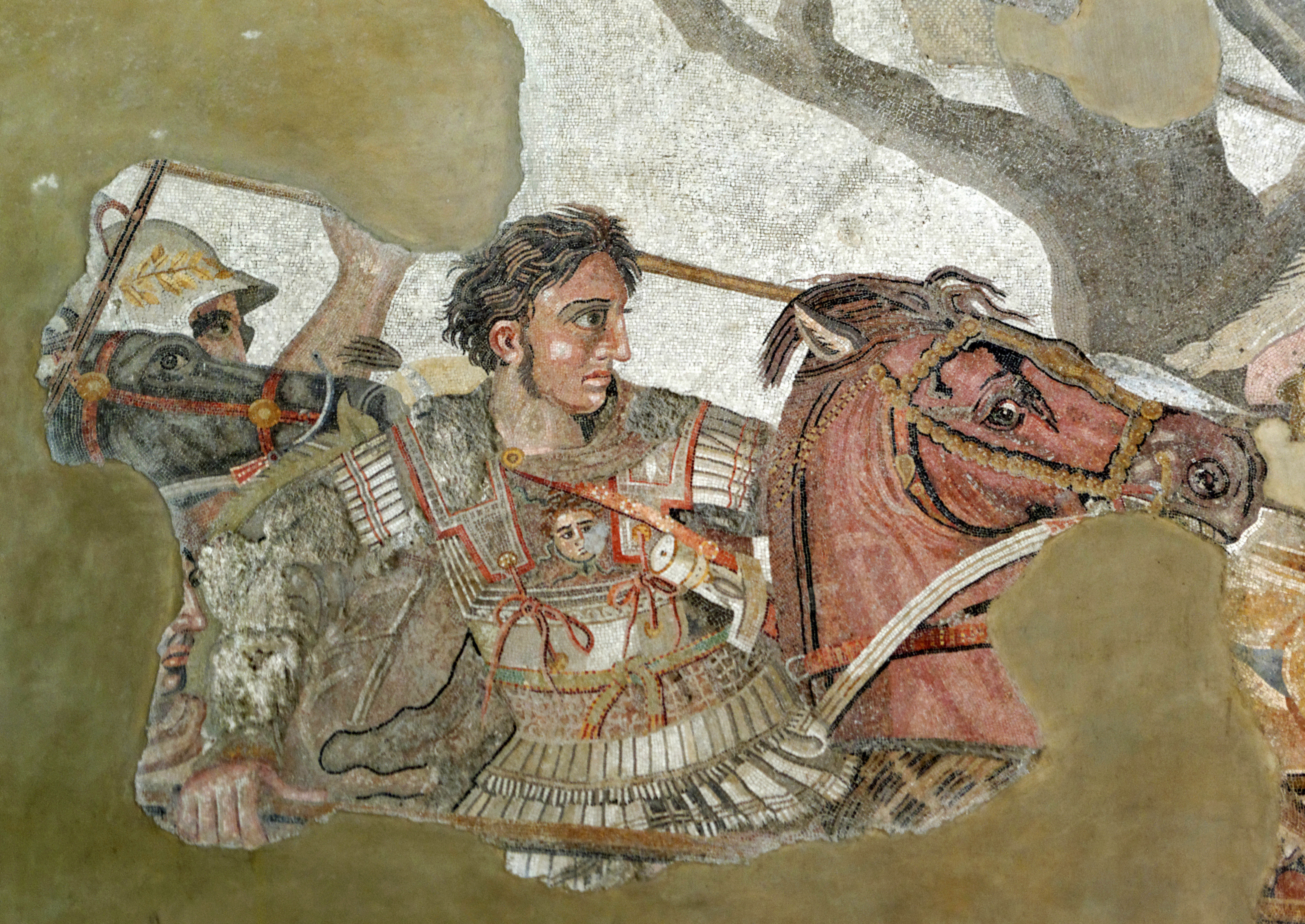
Mosaic d'Alexandre el Gran a la seva campanya contra l'Imperi Persa.

Des de temps prehistòrics, els senyors de la guerra i els caps han reconegut la importància d'infondre el terror psicològic als oponents. Els exèrcits enfrontats cridaven, s'insultaven els uns als altres i batien armes juntes o els seus escuts abans d'un enfrontament, tot dissenyat per intimidar  l'enemic. Les massacres i d'altres atrocitats es van utilitzar per primera vegada en aquest moment per sotmetre les poblacions enemigues o rebels o induir un enemic a abandonar la seva lluita.
A la batalla de Pelúsion (525 aC) entre l'Imperi Persa i l'antic Egipte, les forces perses van utilitzar gats i d'altres animals com a tàctica psicològica contra els egipcis, els quals evitaven danyar els gats a causa de les seves creences religioses. L'altre costat de la guerra psicològica era el favor dels partidaris, i un dels primers practicants d'aquest tipus va ser Alexandre el Gran, qui va conquerir amb èxit grans parts d'Europa i l'Orient Mitjà i es va aferrar als seus guanys territorials en integrar les elits locals en l'administració i cultura grega, Alexandre va deixar alguns dels seus homes a cada ciutat conquerida per introduir la cultura grega i oprimir les opinions dissidents. Als seus soldats se'ls pagava dots per casar-se amb natius en un esforç per encoratjar l'assimilació cultural.
Genguis Kan, líder de l'Imperi Mongol al segle xiii, va emprar tècniques menys subtils. Derrotar la voluntat de l'enemic abans d'haver d'atacar i arribar a un acord consensuat era preferible a la lluita real. Els generals mongols van exigir la submissió al Khan, i van amenaçar els llogarets inicialment capturats amb la destrucció completa si es negaven a rendir-se. Si havien de lluitar per arribar a un acord, els generals mongols complien les seves amenaces i massacraven als supervivents. Els relats de l'horda invasora s'estenien als següents llogarets i creaven una aura d'inseguretat que va soscavar la possibilitat de resistència en el futur.
El Khan també va emprar tàctiques que van fer que els seus números de guerrers semblessin més grans del que realment eren. Durant les operacions nocturnes, va ordenar a cada soldat que encengués tres torxes al vespre per donar la il·lusió d'un exèrcit aclaparador i enganyar i intimidar als exploradors enemics. També de vegades tenia objectes lligats a les cues dels seus cavalls, pel que en muntar en camps oberts i secs aixecava un núvol de pols que li donava a l'enemic la impressió de ser grans grups. Els seus soldats van usar fletxes especialment marcades per xiular mentre volaven per l'aire, creant un soroll aterridor.
Al segle vi aC, Biant de Priene va resistir amb èxit el rei lidi Aliates II engreixant un parell de mules i expulsant-les de la ciutat assetjada. Quan l'enviat d'Aliates va ser enviat a Biant, tenia grans munts de sorra coberts de blat per fer l'efecte que comptaven amb abundants recursos. Aquest truc sembla haver estat ben conegut a l'Europa medieval: els defensors dels castells o les ciutats assetjades llançaven menjar des de les muralles per mostrar als assetjadors que les provisions eren abundants. Un exemple famós es narra a la llegenda del segle viii de la dama Carcas, qui suposadament va persuadir als francs d'abandonar un setge de cinc anys per aquest medi i va donar el seu nom a la ciutat de Carcassona com a resultat.

### Època contemporània

#### Primera Guerra Mundial

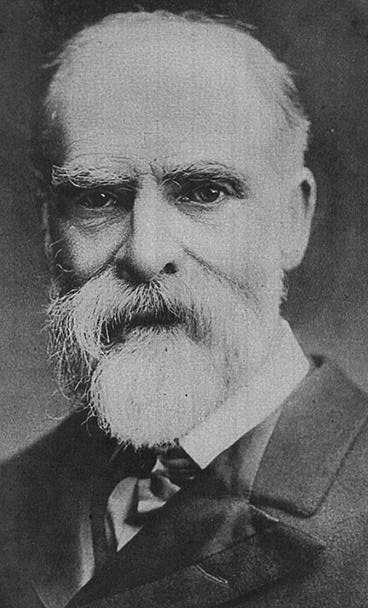
James Bryce va dirigir la comissió de 1915 per documentar les atrocitats alemanyes comeses contra civils belgues.

L'inici de les operacions psicològiques modernes a la guerra en general es va donar a la Primera Guerra Mundial. En aquest punt, les societats occidentals estaven cada vegada més educades i urbanitzades, i els mitjans de comunicació estaven disponibles en forma de diaris i cartells de gran circulació. També era possible transmetre propaganda a l'enemic mitjançant l'ús de fullets aeris o mitjançant sistemes d'explosius com ara artilleria modificada o projectils de morter.
Al començament de la guerra, els bel·ligerants, especialment els britànics i els alemanys, van començar a distribuir propaganda, tant a escala nacional com en el front occidental. Els britànics tenien diversos avantatges que els van permetre tenir èxit a la batalla per l'opinió mundial; tenien un dels sistemes de notícies més reputats del món, amb molta experiència en comunicació internacional i intercultural, i controlaven gran part del sistema de cable submarí aleshores en funcionament. Aquestes capacitats es van traspassar fàcilment a la tasca de la guerra. Els britànics també tenien un servei diplomàtic que mantenia bones relacions amb moltes nacions de tot el món, per contrast amb la reputació dels serveis alemanys.
L'agost de 1914, David Lloyd George va nomenar a Charles Masterman, membre del Parlament, per dirigir una Agència de Propaganda a Wellington House. Un cos distingit de literats es va allistar a la feina, amb membres com Arthur Conan Doyle, Ford Madox Ford, Gilbert Keith Chesterton, Thomas Hardy, Rudyard Kipling i H.G. Wells. Més de 1.160 pamflets es van publicar durant la guerra i es van distribuir a països neutrals, i finalment, a Alemanya. Una de les primeres publicacions importants, l'Informe sobre suposats atropellaments alemanys de 1915, va tenir un gran efecte en l'opinió general a tot el món. El pamflet va documentar les atrocitats, reals i suposades, comeses per l'exèrcit alemany contra civils belgues. Un il·lustrador holandès, Louis Raemaekers, va proporcionar uns dibuixos molt emocionals que apareixien al fullet.
El 1917, l'oficina es va incorporar al nou Departament d'Informació i es va ramificar en les comunicacions telegràfiques, la ràdio, els diaris, les revistes i el cinema. El departament es va dividir entre la propaganda contra Alemanya organitzada per H.G. Wells i contra l'Imperi austrohongarès supervisat per Wickham Steed i Robert William Seton-Watson; els intents d'aquest últim es van centrar en la falta de cohesió ètnica a l'Imperi i van alimentar els perjudicis de les minories, com els croats i els eslovens. Va tenir un efecte significatiu al col·lapse final de l'exèrcit austrohongarès a la batalla de Vittorio Vèneto.
Es van deixar caure pamflets aeris sobre trinxeres alemanyes que contenien postals de presoners de guerra que detallaven les seves condicions humanes, avisos de rendició i propaganda general contra el Kàiser i els generals alemanys. Al final de la guerra, MI7 - Secció 7 d'Intel·ligència Militar Britànica (ara desapareguda) - havia distribuït quasi 26 milions de fullets. Els alemanys van començar a disparar als pilots que deixaven caure pamflets, el que va provocar que els britànics desenvolupessin globus volants no tripulats que es desplaçaven a través de la terra de ningú. El 1915, els britànics van començar a distribuir un diari Le Courrier de l'Air per a civils a la França ocupada per Alemanya i Bèlgica.
Al començament de la guerra, el govern francès va prendre el control dels mitjans per suprimir la cobertura negativa. El 1916, amb l'establiment de la «Maison de la Presse», van començar a utilitzar tàctiques similars per a fins de guerra psicològica. Una de les seves seccions va ser el «Servei de Propaganda Aèria», dirigit pel professor Tonnelat i Jean-Jacques Waltz, un artista alsacià nomenat "Hansi". Els francesos tendien a distribuir pamflets d'imatges solament, encara que la publicació completa dels Catorze punts de Wilson, que havia estat molt editada als diaris alemanys, es distribuïa a través de fullets aerotransportats pels francesos.
Les Potències Centrals van trigar a usar aquestes tècniques; tanmateix, al començament de la guerra, els alemanys van aconseguir induir el sultán de l'Imperi Otomà a declarar la «guerra santa» o Gihad contra els infidels occidentals. També van intentar fomentar la rebel·lió contra l'Imperi Britànic en llocs tan llunyans com Irlanda, Afganistan i l'Índia. El major èxit dels alemanys va ser donar lliure trànsit al revolucionari rus, Lenin, en un tren segellat des de Suïssa a Finlàndia després de l'enderrocament del tsar. Això aviat va donar els seus fruits quan la Revolució bolxevic va treure a Rússia de la guerra.

#### Segona Guerra Mundial

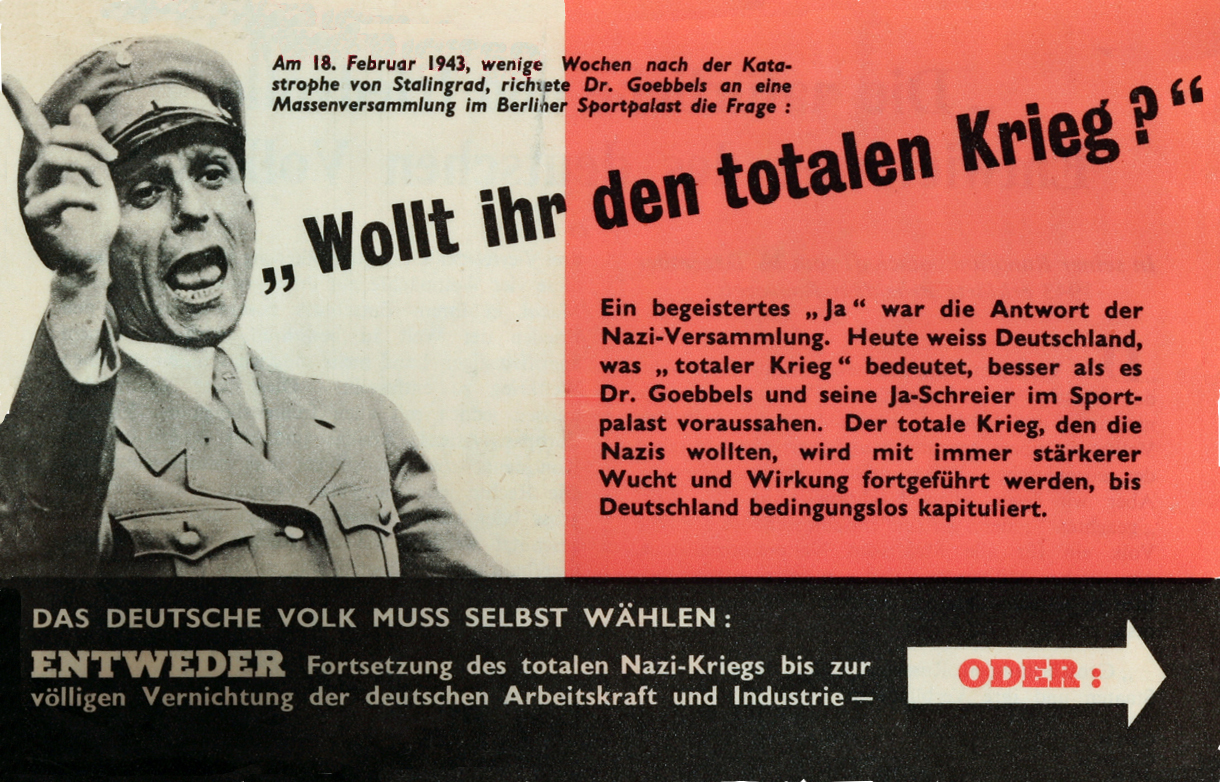
Un exemple d'un fullet de l'època de la Segona Guerra Mundial destinat a llançar-se des d'un B-17 nord-americà sobre una ciutat alemanya.

Adolf Hitler va ser molt influït per les tàctiques psicològiques de la guerra que els britànics havien emprat durant la Primera Guerra Mundial, i va atribuir la derrota d'Alemanya als efectes que aquesta propaganda va tenir sobre els soldats. Es va comprometre amb l'ús de la propaganda massiva per influir en les ments de la població alemanya en les pròximes dècades. En trucar al seu moviment El Tercer Reich, va poder convèncer molts civils que la seva causa no era només una moda sinó el camí del seu futur. Joseph Goebbels va ser nomenat ministre de Propaganda quan Hitler va arribar al poder el 1933, i va retratar Hitler com una figura messiànica per a la redempció d'Alemanya. El pla d'invasió de Txecoslovàquia del Cas Verd (Fall Grün) va tenir una gran part relacionada amb la guerra psicològica dirigida tant als civils com al govern txecoslovac i fonamentalment, als aliats txecoslovacs. Va arribar a ser reeixit fins al punt que Alemanya va obtenir suport de la Gran Bretanya i França a través de l'apaivagament per ocupar Txecoslovàquia sense haver de lluitar en una guerra total, patint només pèrdues mínimes a la guerra encoberta abans de l'Acord de Múnic.
Al començament de la Segona Guerra Mundial, els britànics van establir l'Executiu de Guerra Política per produir i distribuir propaganda. Mitjançant l'ús de potents transmissors, les transmissions podrien fer-se a tot Europa. Sefton Delmer va dirigir una reeixida campanya de propaganda negra a través de diverses emissores de ràdio dissenyades per a ser populars entre les tropes alemanyes, a la vegada que presentava material periodístic que afebliria la seva moral sota un vernís d'autenticitat. El primer ministre britànic Winston Churchill va utilitzar transmissions de ràdio per a propaganda contra els alemanys.
.

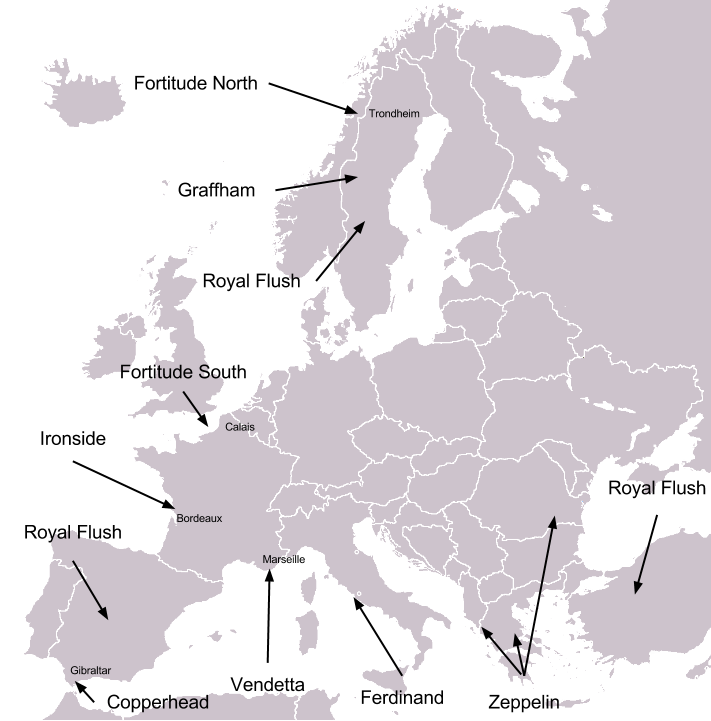
Mapa que representa els objectius de tots els plans subordinats de l'«Operació Escorta»

Durant la Segona Guerra Mundial, els britànics van fer un ús extensiu de l'engany, desenvolupant moltes tècniques i teories noves. Els principals protagonistes en aquest moment van ser 'A' Force, creada el 1940 sota Dudley Clarke, i la London Controlling Section, creada el 1942 sota el control de John Bevan. Clarke va ser pioner en moltes de les estratègies d'engany militar. Les seves idees per combinar ordres de batalla fictícies, enganys visuals i agents dobles van ajudar a definir l'estratègia d'engany aliat durant la guerra, pel que sé el coneix com «el major enganyador britànic de la Segona Guerra Mundial».

Durant el període previ a la invasió aliada de Normandia, es van idear moltes noves tàctiques a la guerra psicològica. El pla per a l'«Operació Escorta» va establir una estratègia general per confondre a l'alt comandament alemany sobre la data exacta i la ubicació de la invasió. La planificació va començar el 1943 sota els auspicis de la London Controlling Section (LCS). Es va presentar un projecte d'estratègia, denominat Pla Jael, a l'alt comandament aliat a la Conferència de Teheran.

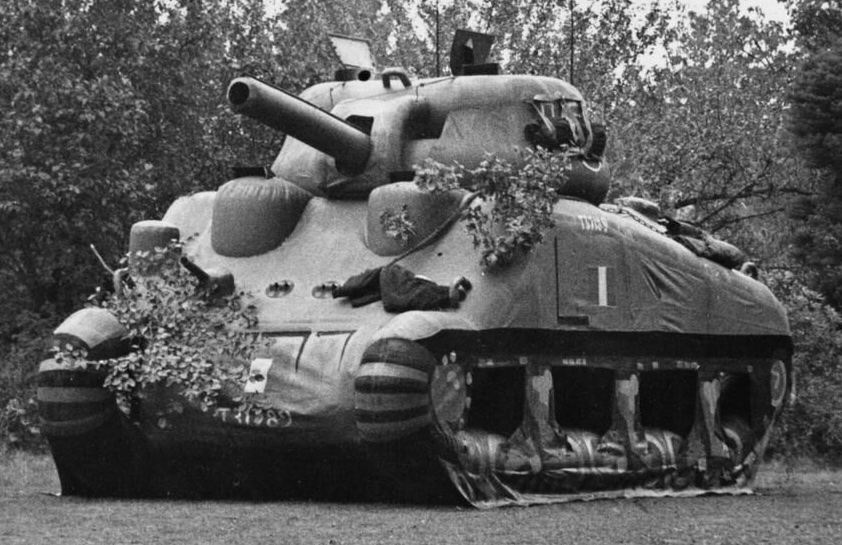
Un model inflable d'un tanc M4 Sherman que serví d'engany durant l'Operació Fortitude.

 L'Operació Fortitude tenia la intenció de convèncer els alemanys d'una gran força militar aliada que la que existia, a través d'exèrcits ficticis de camp, van falsificar operacions per preparar el terreny per a la invasió i van filtrar informació sobre l'ordre de batalla i els plans de guerra aliats. Els elaborats enganys navals (Operacions Glimmer, Taxable i Big Drum) es van portar a terme al canal de la Mànega. Petites naus i avions van simular flotes d'invasió situades enfront de Pas-de-Calais, Cap d'Antifer i el flanc occidental de la veritable força d'invasió. Al mateix temps, l'Operació Titanic va involucrar la Royal Air Force llançant paracaigudistes falsos a l'est i oest dels desembarcaments de Normandia.
Els enganys es van implementar amb l'ús d'agents dobles, trànsit ràdio i engany visual. L'operació antiespionatge britànica «Double Cross» havia resultat molt reeixida des del començament de la guerra, i la LCS va poder usar agents dobles per enviar informació enganyosa sobre els plans d'invasió dels Aliats. L'ús de l'engany visual, inclosos els tancs simulats i d'altres equips militars, es va desenvolupar durant la campanya al nord de l'Àfrica. En particular, les naus fictícies de desembarcament de Normandia es van emmagatzemar per fer l'efecte que la invasió tindria lloc a la vora de Calais.
L'Operació va ser un èxit estratègic i els aterratges de Normandia van atrapar les defenses alemanyes sense saber-ho. L'engany posterior va portar Hitler a retardar el reforç de la regió de Calais quasi set setmanes.

#### Guerra del Vietnam

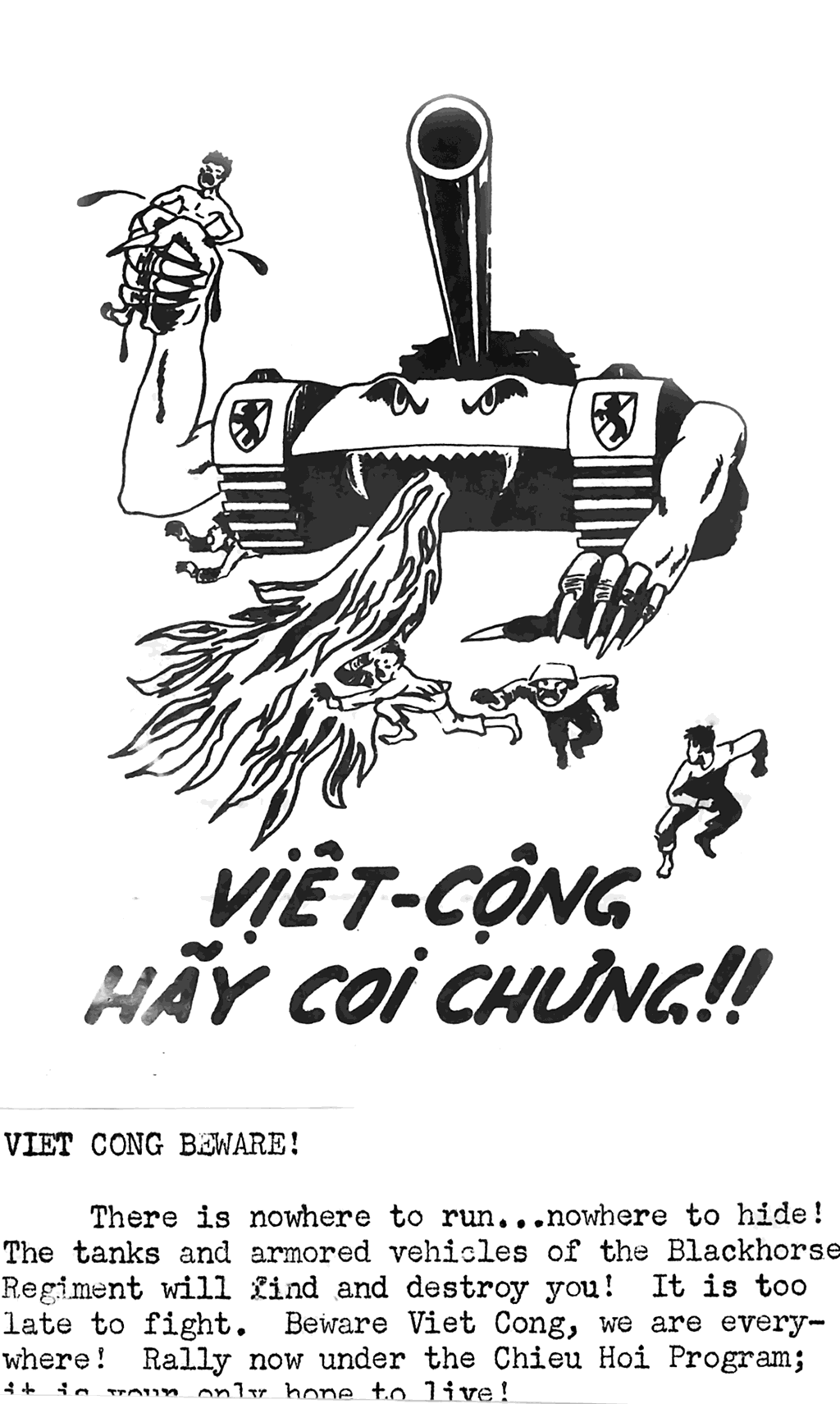
«Viet Cong, vés en compte!» - Fullets del Vietnam del Sud que demanen la deserció del Viet Cong.

Els Estats Units van portar a terme un extens programa de guerra psicològica durant la Guerra del Vietnam. El Programa Fènix tenia el doble objectiu d'assassinar el personal del Viet Cong i aterrir possibles simpatitzants i també a simpatitzants passius. El programa Chieu Hoi del govern del Vietnam del Sud va promoure les desercions al (Viet Cong). Quan els membres del PRG van ser assassinats, agents de la CIA i de les forces especials van col·locar naips a la boca del difunt com una targeta de visita. Durant el Programa Fènix, més de 19.000 partidaris de Viet Cong van ser assassinats. Els Estats Units també van utilitzar cintes de sons humans distorsionats i els van tocar durant la nit, fent que els soldats vietnamites pensessin que els morts havien regressat per venjar-se.

## Per països

### La Xina
Segons els analistes militars dels Estats Units, atacar la ment de l'enemic és un element important de l'estratègia militar de la República Popular de la Xina. Aquesta mena de guerra té les seves arrels en els estratagemes xinesos descrits per Sunzi a L'Art de la guerra i Trenta-sis Estratagemes. En el seu tracte amb els seus rivals, s'espera que la Xina utilitzi el marxisme per mobilitzar els lleials comunistes, així com flexibilitzi el seu poder econòmic i militar per persuadir a altres nacions a actuar a favor dels interessos de la Xina. El govern xinès també tracta de controlar els mitjans per mantenir un estricte control dels esforços de propaganda per a la seva gent.

### Alemanya
Al Bundeswehr, Zentrum Operative Information i el seu subordinat Batallion für Operative Information 950 són responsables dels esforços de PSYOP (anomenats Operative Information en alemany). Tant el centre com el batalló estan subordinats al nou Streitkräftebasis (Comandament de Suport de Serveis Conjunts, SKB) i alhora estan formats per uns 1.200 soldats especialitzats en comunicació moderna i tecnologies de medis. Un projecte de les forces PSYOP alemanyes és l'emissora de ràdio Stimme der Freiheit (Sada-e Azadi, «Veu de la Llibertat»), escoltada per milers d'afgans. Una altra és la publicació de diversos diaris i revistes a Kosovo i l'Afganistan, on els soldats alemanys donen serveis a l'OTAN.

### Gran Bretanya
Els britànics van ser una de les primeres potències militars importants en utilitzar la guerra psicològica a la Primera i la Segona Guerra Mundial. En les Forces Armades Britàniques actuals, PSYOPS és conduït pel Grup d'Operacions Psicològiques, 15 de cada tres serveis, aquest Grup comprèn més de 150 persones, aproximadament 75 dels Serveis Armats regulars i 75 de les Reserves. El Grup dona suport els comandants desplegats en el subministrament d'operacions psicològiques e] entorns operatius i tàctics.
El Grup es va establir immediatament després de la guerra del Golf de 1991, de llavors ençà va créixer significativament en importància per complir amb els requisits operacionals, i des de 2015 és una de les subunitats de la 77ª Brigada, anteriorment nomenada Grup d'Assistència de Seguretat.
El juny de 2015, arxius de la NSA publicats per Glenn Greenwald van revelar detalls del grup JTRIG {a ; en} l'agència d'intel·ligència britànica GCHQ manipulant de forma encoberta comunitats en línia. Això està en línia amb l'objectiu de JTRIG : «destruir, negar, degradar i desbaratar» als enemics «desacreditant-los», plantant desinformació i tancant les seves comunicacions.

### Estats Units

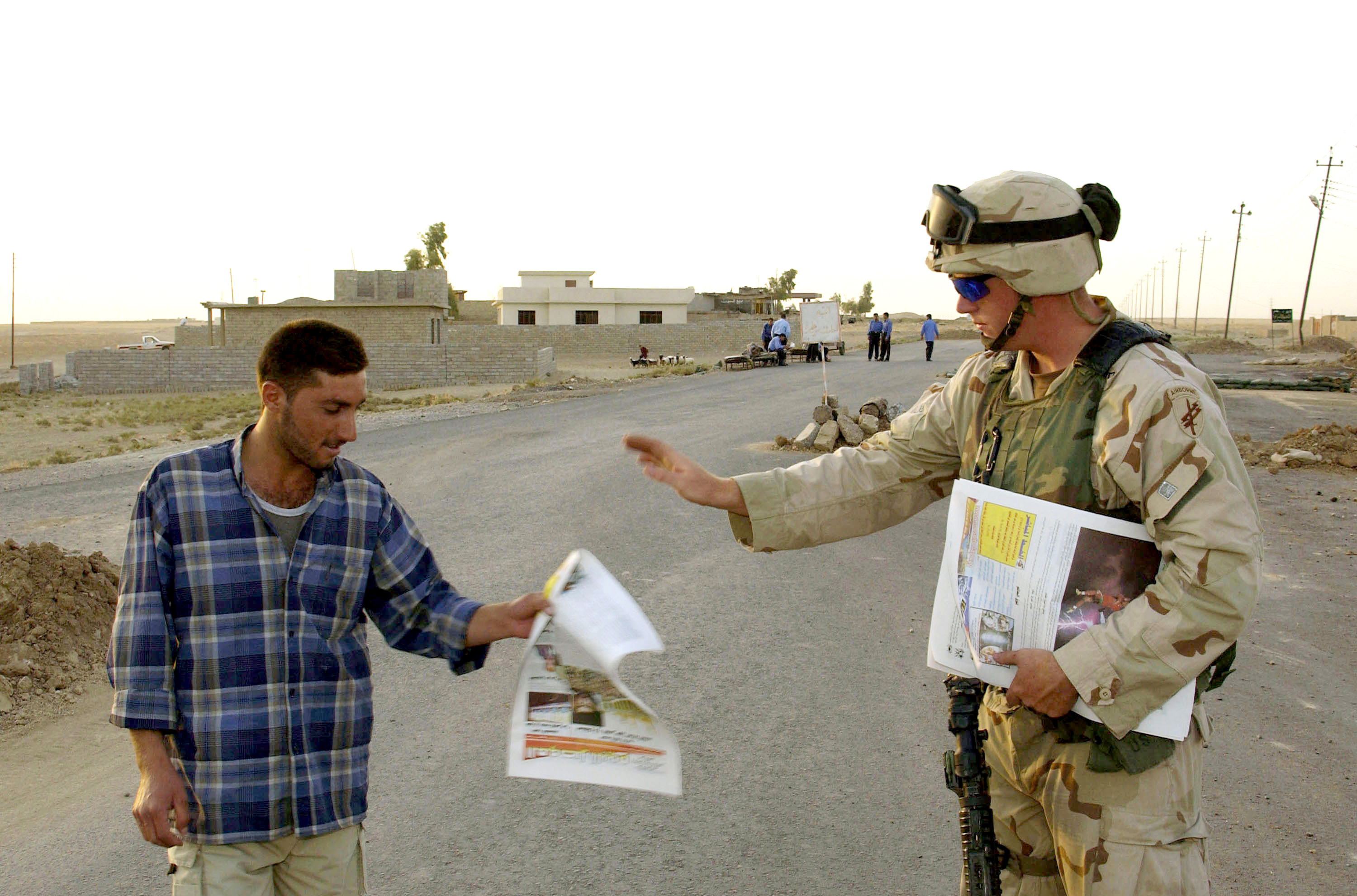
Soldat de l'Exèrcit dels Estats Units reparteix un diari a un nadiu de Mossul, l'Iraq.

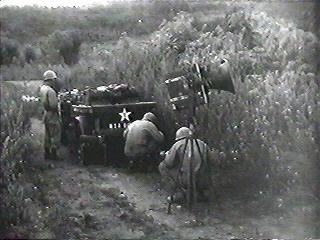
Equip d'altaveus de l'exèrcit d'Estats Unitd en acció a Corea.

Es creu que el terme guerra psicològica va emigrar d'Alemanya als Estats Units el 1941. Durant la Segona Guerra Mundial, l'Estat Major Conjunt dels Estats Units va definir la guerra psicològica àmpliament, declarant que «la guerra psicològica empra qualsevol arma per influir en la ment de l'enemic. Les armes són psicològiques només en l'efecte que produeixen i no a causa de les mateixes armes».
El Departament de Defensa dels Estats Units actualment defineix la guerra psicològica com:
| « | L'ús planificat de propaganda i d'altres accions psicològiques que tenen el propòsit principal d'influir en les opinions, emocions, actituds i conducta dels grups estrangers hostils de tal manera que recolzin l'assoliment dels objectius nacionals" | » |

Un manual de camp de l'Exèrcit dels Estats Units, publicat el gener de 2013 estableix que les «activitats d'informar i influir» són fonamentals per descriure, dirigir i liderar operacions militars. Diversos membres del personal de lideratge de la Divisió de l'Exèrcit estan assignats per a «planificar, integrar i sincronitzar les capacitats designades relacionades amb la informació».